# Brooke Raboutou
Brooke Raboutou (Boulder, 9 de abril de 2001) é uma escaladora franco-estadunidense.

## Carreira
Ambos os pais de Raboutou, Didier Raboutou e Robyn Erbesfield-Raboutou, são ex-campeões mundiais de escalada de competição e escaladores esportivos ao ar livre com notáveis primeiras ascensões livres. Seu irmão, Shawn Raboutou, é um escalador profissional especializado em boulder. Raboutou treina/treinou com outros atletas talentosos, como Campbell Sarinopoulos.
Aos 9 anos, ela escalou uma pedra V10 (7C+) e se tornou a mulher mais jovem a escalar uma rota de escalada esportiva 5.13b (8a). Aos 10, ela escalou uma pedra V11 (8A) e se tornou a mulher mais jovem a escalar uma rota esportiva 5.13d (8b). Aos 11, ela se tornou a mulher mais jovem a escalar uma rota esportiva 5.14b (8c). Em outubro de 2023, ela fez a segunda ascensão feminina do Box Therapy, uma pedra V16 (8C+), e propôs um rebaixamento para V15 (8C).
Raboutou estava na Universidade de San Diego em 2018 antes de tirar um tempo para se preparar para os Jogos Olímpicos de Verão de 2020 em Tóquio, onde terminou em 5º lugar no evento combinado. Em abril de 2023, ela venceu a Copa do Mundo de Boulder da IFSC em Hachioji, Japão, conquistando sua primeira medalha de ouro na Copa do Mundo de Escalada da IFSC. Raboutou ganhou a medalha de prata no evento combinado nos Jogos Olímpicos de Verão de 2024, tornando-se a primeira mulher americana a ganhar uma medalha olímpica na escalada esportiva.